# Bethany Joy Lenz
Bethany Joy Lenz (født 2. april 1981 i Hollywood, Florida) er en amerikansk sangerinde, musiker og skuespillerinde, der bl.a. har medvirket i tv-serien One Tree Hill, hvor hun spiller Haley James Scott.
Lenz var i nogle år gift med med Michael Galleotti, og i den periode var hun kendt som Bethany Joy Galleotti.

## Filmografi
- Good Sam (2022) - sæson 1 afsnit 8
- Bring It on Again (2004) – Marni Potts
- One Tree Hill (2003-2012) – Haley James Scott
- The Legacy (2002) – Jess
- Charmed (2001) - Lady Julia (4X06)
- Mary and Rhonda (2000) – Rose Cronin
- The Guiding Light (1998-2000) – Michelle Bauer Santos Santos #4
- Thinner (1996 – Linda Halleck

## Teater
- Rollen som Scout i teateropsætning af Harper Lees roman Dræb ikke en sangfugl (1997)